# Hastatis femoralis
Hastatis femoralis är en skalbaggsart som beskrevs av Hermann Burmeister 1865. Hastatis femoralis ingår i släktet Hastatis och familjen långhorningar. Inga underarter finns listade i Catalogue of Life.